# Francs
Pour les articles homonymes, voir Franc.
Cet article concerne le peuple historique. Pour la monnaie du même nom, voir Franc (unité monétaire). Pour la ville, voir Francs (Gironde).
Les Francs sont un peuple germanique apparaissant sous la forme d'une confédération aux marges de l'Empire romain à l'époque du limes germanicus.
Au Ve siècle, alors que l'Empire est (depuis 285) divisé entre Empire d'Orient et Empire d'Occident et a de plus en plus de relations (pacifiques ou belliqueuses), notamment avec les Goths et les Burgondes, une partie des Francs s'installe au nord de la Gaule romaine et s'y sédentarise dans la région de Tournai.
Après la fin de l'Empire d'Occident en 476, les Francs conquièrent la Gaule de 486 à 534, sous Clovis (royaume de Syagrius et royaume wisigoth de Toulouse) et ses fils (royaume des Burgondes). Le baptême de Clovis par l'évêque de Reims en 496 est le fondement d'une alliance entre l'aristocratie militaire franque et les évêques, généralement issus de l'aristocratie gallo-romaine. Par la suite, sous les Mérovingiens, puis les Carolingiens, le royaume des Francs est étendu à la Germanie jusqu'à l'embouchure de l'Elbe et à l'Italie jusqu'à Rome, où Charlemagne est couronné empereur en 800.
Le partage de l'empire en 843 au traité de Verdun entre les trois royaumes de Francie (en latin : Francia) occidentale, médiane et orientale est à l'origine au Xe siècle du royaume de France (Francia) et du Saint-Empire romain germanique (962-1806).
Le rôle important des Francs dans l'histoire de l'Europe apparaît dans le fait qu'ils ont donné leur nom à la France, mais ce nom se retrouve également dans plusieurs toponymes d'Allemagne, notamment le nom de la ville de Francfort-sur-le-Main (en allemand Frankfurt am Main) et celui de la Franconie (Franken), région du nord de la Bavière.

## Histoire

### Origines
L'origine des Francs est mal connue. Dès les VIe et VIIe siècles, les Francs se donnent une origine prestigieuse, affirmant descendre des Sicambres qui seraient venus du royaume mythique de Sycambria situé dans les marais de Pannonie, sur les bords du Danube, pour s'installer dans les marais de Toxandrie, au nord de la Gaule romaine, à l'ouest de la Meuse. Plus tard, d'autres récits en font les descendants d'un groupe de Troyens, menés en Occident, sur les bords du Rhin, par un parent du roi Priam nommé Francion, leur ancêtre éponyme. Cette quête des origines est, en elle-même, un objet d'histoire. Elle témoigne d'une maturité politique précoce puisque, dès le VIe siècle, elle confirme la légitimité et le prestige de la dynastie des rois mérovingiens, face aux prétentions de l'aristocratie franque et à celles des autres rois germaniques rivaux du roi des Francs.

### Légendes et théories sur les origines des Francs

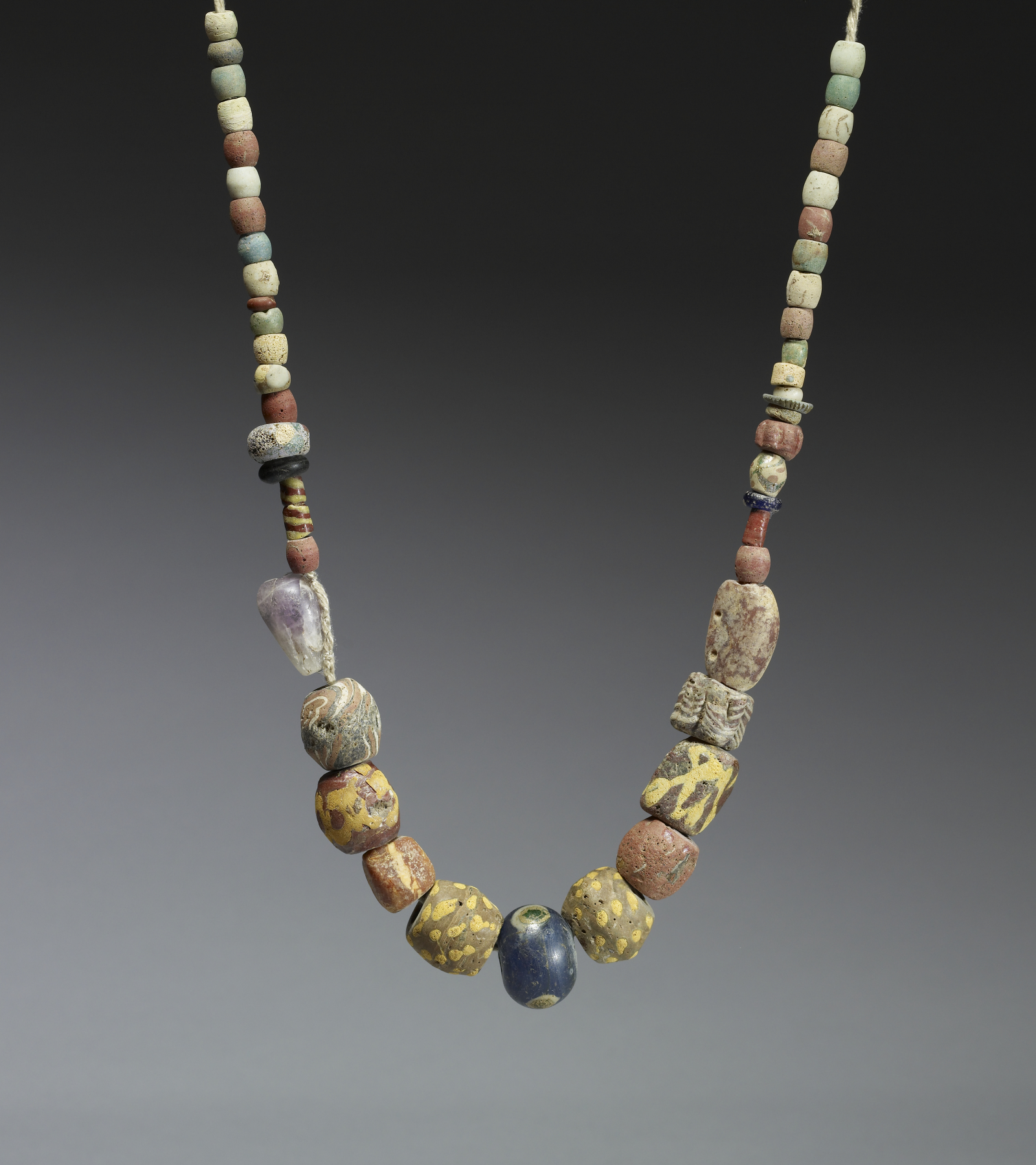
Un collier du en perles de verre et céramique avec une perle centrale en améthyste. Des colliers similaires ont été trouvés dans les tombes de femmes franques en Rhénanie.

Plusieurs légendes et théories ont été proposées pour expliquer l'origine des Francs.
Vers 580, le chroniqueur Grégoire de Tours parle des Sicambres de Pannonie qui auraient remonté le Danube pour rallier les bords du Rhin, et pour ensuite envahir la Gaule,.
Vers 660, La chronique de Frédégaire, suivie par le Liber historiae Francorum vers 725, affirme que les Francs sont issus de rescapés de la ville de Troie, prise par les Grecs. Contestée dès le XVIIe siècle, cette légende est progressivement abandonnée.
En 1714, l'historien Nicolas Fréret est le premier à énoncer la thèse selon laquelle les Francs sont issus d'une ligue de peuples germaniques, mais cette thèse jugée « attentatoire à la dignité de la monarchie » vaut à son auteur six mois d'emprisonnement à la Bastille. L'enjeu historique se cristallise non sur l'origine des Francs mais sur les débuts de la monarchie capétienne et l'origine de la noblesse, avec notamment l'Histoire de l'ancien gouvernement de la France et l'Essai sur la noblesse d'Henri de Boulainvilliers en 1727 et 1732, réfutés dès 1734 par l'Histoire critique de l'établissement de la monarchie française dans les Gaules de l'abbé Dubos.
Enfin, s'appuyant sur la navigation maritime des premiers Francs et sur leurs pratiques guerrières et économiques différentes de leurs voisins les autres Germains, l'historien Roger Grand propose en 1965 de voir dans les Francs des émigrés scandinaves qui seraient venus sur les bords du Rhin au cours du IIIe siècle. Cette thèse n'a cependant pas résisté à la critique.

### La fondation des ligues
Durant les premiers siècles de notre ère, les peuples germaniques sont en constante migration, sous la pression d'autres peuples migrants. Les peuples situés entre le Rhin et la Weser, ne pouvant franchir le limes rhénan, migrent vers la Hesse et la Thuringe, mais se heurtent à d'autres peuples.
Pour résister à cette pression, une première ligue de peuples germaniques se constitue au début du IIIe siècle. Ses membres la nomment la ligue de tous les hommes (alle man en langue germanique). Cette ligue, qui apparaît pour la première fois en 213 dans les textes romains sous la forme Allamannicus qui a donné Alamans, avait pour but de résister aux peuples germains voisins et de conquérir de nouveaux territoires, d'abord sur d'autres peuples germains, puis en tentant de franchir le limes germanique.
À la même époque, une autre ligue, non plus assujettie à l'Empire, se forme plus au nord, le long du Rhin et en Germanie inférieure. Il s'agit de la Ligue franque, d'abord constituée des peuples Chamaves, Hattuaires, Bructères et Saliens ; la ligue comprend aussi les Tongres déjà installés en Belgique, auxquels contribuent les Sicambres. Ils sont rejoints par la suite par les Ampsivariens, les Tenctères, les Tubantes et les Usipètes.
Des monnaies d'or de l'empereur Constantin Ier émises en 306 après des victoires contre les Francs et les Alamans portent à l'exergue Francia et Alamannia, ce qui semble démontrer à cette époque l'existence d'un pays des Francs que les Romains appellent Francie, et qu'ils distinguent nettement du pays voisin des Alamans. Francia n’a alors pas une connotation politique, mais plutôt géographique ou sociologique, comme Maghreb ou Balkans au XXIe siècle. Aux IIe et IIIe siècles, Franci désignait alors une ligue ou confédération de peuples germaniques installés sur la rive inférieure droite du Rhin (c'est-à-dire au nord-est du Rhin), au-delà des frontières de l'Empire romain.

### Étymologie
Franc (latinisé en francus) désigne plus tard l'homme libre (fin du VIe siècle), mais ce n'est, par un glissement de sens postérieur, qu'un adjectif tiré du nom propre. Ce nom peut remonter au germanique commun *frankō « javelot, lance », attesté dans le vieil anglais franca et le vieux norrois frakka, ce qui supposerait que la ligue franque aurait tiré son nom d'une arme totémique à l'instar des Saxons et leur saxe « épée courte ». D'autres y voient un allomorphe nasalisé de l'adjectif *frakaz « audacieux, effronté, hardi », continué par le m. néerl. vrak, le v. angl. frǣc, le frison occ. frak, le vx. norvégien frakkr et le suédois régional fräk. Une série à -e- (cf. néerl. vrek, all. frech, vx. norr. frekkr) s'explique par l'apophonie.
Le peuple franc est avant tout un peuple de guerriers qui élisaient un chef de guerre, nommé rex francorum, « roi des Francs », qui exerçait son pouvoir dans son « unité clanique », le *gawi (cf. néerl. gouw, all. Gau), ou pagus en latin. Ils se plaçaient librement pour les affaires militaires sous l'autorité de ce chef.

### Entre Empire romain et Germanie

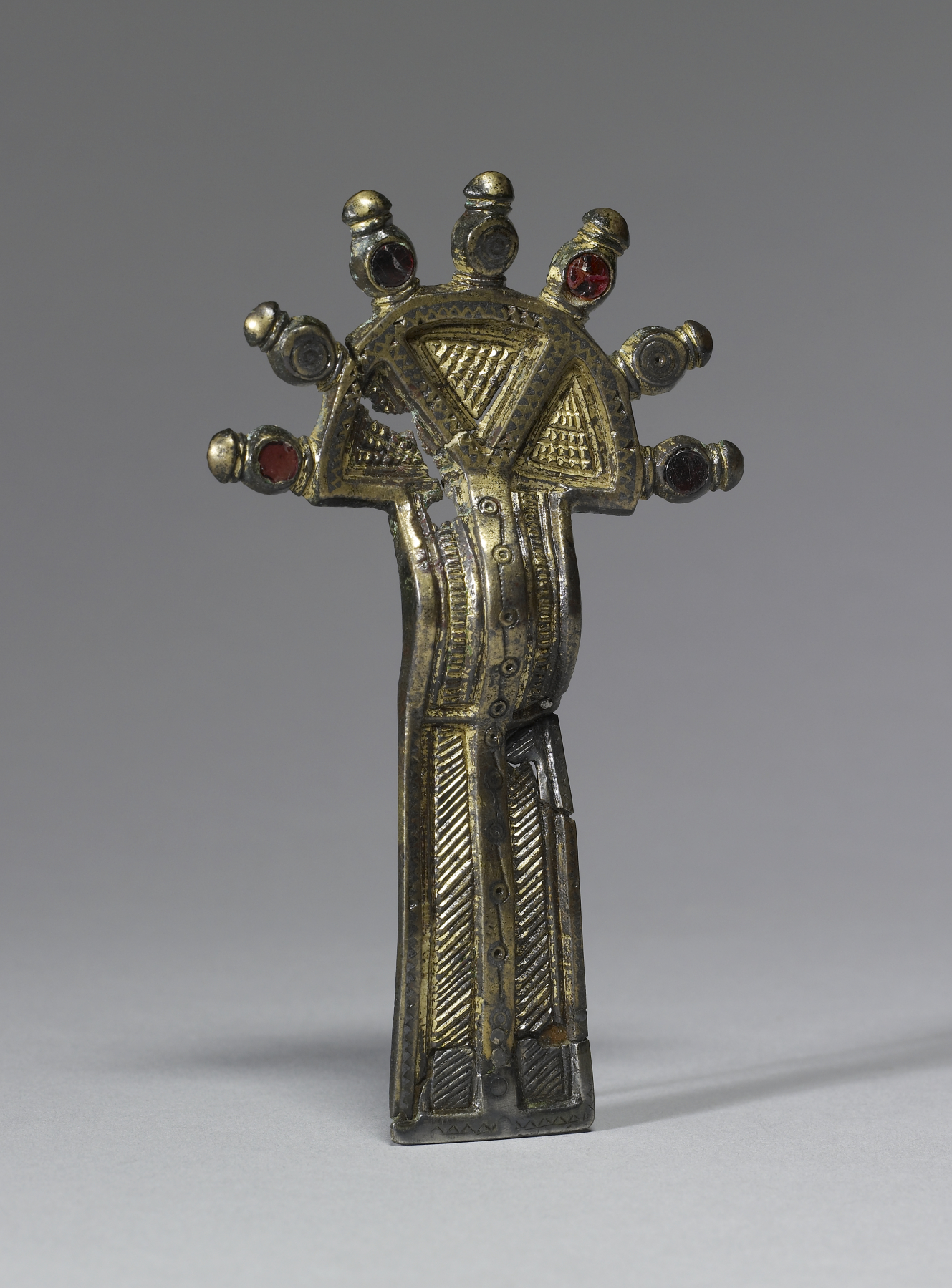
Une fibule du VIe siècle trouvée dans le nord-est de la France et en Rhénanie. Les femmes nobles franques les portaient par paires à l'épaule ou comme ornements de ceinture.

C'est en 254 que les Alamans attaquent une nouvelle fois le limes, qu'ils franchissent et ravagent la Gaule belgique et au même moment les Francs débutent leurs incursions sur le sol romain. Ils commencent par le pillage de la Germanie inférieure avant d'être repoussés par Gallien en 257. Profitant du départ de Gallien vers la Pannonie, ils reprennent leurs incursions, mais sont provisoirement battus par Postumus. Celui-ci se proclame empereur des Gaules et doit lutter contre Gallien, ce qui laisse le champ libre aux incursions terrestres des Francs, qui se lancent également dans des expéditions maritimes, ravageant la baie de Somme, le Cotentin, le Morbihan, les basses vallées de la Seine et de la Loire et même les côtes de la Lusitanie. Ce n'est qu'en 264 que Postumus réussit à mettre fin à ces raids, tant terrestres que maritimes.
La mort de Postumus et les luttes de ses successeurs contre les empereurs légitimes laissent le champ libre aux Francs et aux Alamans qui reprennent leurs pillages en 269. Probus soumet les Alamans en 277, mais ne parvient pas à réduire ni les Francs occidentaux qui occupent la Batavie, ni les Francs transrhénans qui occupent la Toxandrie et les environs de Trèves. En 286, Carausius, un général romain envoyé en Bretagne par l'empereur Maximien et craignant une disgrâce, se proclame empereur. Afin d'empêcher Maximien de réagir, il s'empare de Portus Itius, s'allie aux Francs et les installe sur les embouchures du Rhin afin de contrôler les deux points qui pourraient permettre à Maximien d'envahir la Bretagne. En 287 ou en 288, Maximien écrase le roi salien Gennobaud qui choisit de se soumettre sans combat, avec tout son peuple. Maximien accepte sa reddition et installe les Saliens en Toxandrie, à l'embouchure du Rhin derrière le limes en Gaule belgique, d'abord sous le statut de Lètes (soumis à l’autorité impériale), mais ce succès ne lui permet pas de reconquérir la Bretagne, la flotte romaine ayant probablement été malmenée par une tempête. Constance Chlore termine la reconquête de la Bretagne et, ayant eu des problèmes avec quelques Francs, déporte des Chamaves et des Frisons en Gaule dans les pays des Ambiens et des Bellovaques.
En 306, Ascaric et Mérogaise, deux rois francs, probablement bructères envahissent la Gaule, mais Constantin les vainc, les capture et les fait jeter aux fauves à Trèves. Sans doute à la suite de cette victoire, l'empereur romain émet des aurei frappés à Trèves montrant au revers une allégorie de la Francie, effondrée au pied d'un trophée d'armes, avec la légende Francia à l'exergue.
Durant le IVe siècle, les invasions continuent mais sont toutes repoussées par l'armée romaine. Un nouveau phénomène apparaît au sein de cette dernière. En effet, les citoyens romains rechignent à s'engager dans l'armée ou simplement à faire leur service militaire, et pour compenser la baisse des effectifs, les empereurs romains engagent des soldats germains qui intègrent l'armée romaine. Nombreux sont les Francs qui s'engagent et certains parviennent aux plus hautes fonctions militaires et politiques :
- Bonitus, chef franc transrhénan, maître de la milice en 324 qui rendit plusieurs services à Constantin le Grand contre Licinius[14],[15],[16].
- Silvanus, fils du précédent, ce qui montre une intégration dans l'empire, est un général qui, accusé de trahison par une faction de la cour, prend peur et se proclame empereur en 355. Deux autres officiers francs, Mallobaud, tribun des Scholes, et Malaric, avaient pris sa défense[17],[18],[19].
- Charietto, chef salien installé à Trèves en 355, organise la défense de la Germanie supérieure contre les incursions des Chamaves, autre peuplade franque[20].
- Mérobaud, général franc de 363 à 383, fidèle de l'empereur Julien, puis de Valentinien Ier, consul en 377 et en 383, mort la même année et enterré à Trêves[21],[22],[23].
- Teutomer, officier franc de Julien vers 363[22]
- Mallobaud, comte des domestiques, puis roi des Francs en 373 et en 378[22],[24],[25],[26],[27].
- Richomer, comte des domestiques, maître de la milice, consul en 384, mort en 393[28],[29],[30],[31].
- Bauto, d'origine rhénane, maître de la milice et consul en 385[29].
- Arbogast, fils de Bauto et neveu de Richomer. Maître de la milice en 385, il repousse en 393 l'invasion des trois chefs francs rhénans Genobaud, Marcomir et Sunon, mais il fait proclamer empereur Eugène, est battu par Théodose Ier en 394 et se donne la mort. Sa fille Eudoxia Aelia épouse en 395 l'empereur Arcadius[29],[32],[33],[34].

### Les grandes invasions

Les Francs entre 400 et 440. Les zones colorées et pâles indiquent les tentatives d'extension des deux peuples francs,.

Le Ve siècle commence par une période d'accalmie entre les Romains et les Francs. Mais la pression des Huns qui viennent d'Asie pousse les Vandales, les Wisigoths et les Burgondes vers l'ouest. Avec les hivers particulièrement rigoureux de 405 et 406, le Rhin et le Danube sont pris par les glaces, et les Barbares peuvent franchir facilement ces fleuves. Tandis que les Francs rhénans pillent une première fois Trèves, les Francs saliens protègent les provinces romaines de Belgique et de Germanie. Un de leurs chefs, Edobich, se rallie à l'usurpateur Constantin III qui organise la défense contre les envahisseurs.
Les Francs saliens se regroupent ensuite en un seul royaume et sont gouvernés par Théodomir, tué vers 420 par les Romains, puis par Clodion le Chevelu. Profitant du retrait des troupes romaines de Gaule, il conduit son peuple vers le sud et s'empare de Tournai et de sa région. Ils sont cependant arrêtés et battus par Flavius Aetius, qui leur accorde un fœdus autour de Tournai. Plusieurs rois s'y succèdent, jusqu'à Clovis qui devient roi en 481.
La migration des Francs saliens, puis le fœdus qui leur est accordé, a pour conséquence d'isoler les Francs rhénans qui, coupés de leurs alliés saliens, se retrouvent seuls face aux Alamans. Entre 431 et 469, ils se regroupent en un seul royaume et négocient une alliance avec le royaume burgonde. Comme Gondioc, roi des Burgondes est également maître de la milice, les Francs rhénans obtiennent le droit de s'implanter sur la rive gauche du Rhin et occupent Cologne, Mayence et Trèves. Plus tard, en 496, ils écrasent les Alamans à Tolbiac avec l'aide de Clovis. Sigebert le Boiteux et Clodéric, les derniers rois de Cologne, meurent en 508, et les Francs rhénans choisissent le salien Clovis pour leur succéder.

### Les Mérovingiens
Parmi les Francs servant l'Empire depuis la fin du IIIe siècle, se trouvent les Francs saliens. Mérovée, ancêtre légendaire et quasi-divin est, selon la tradition germanique, la principale source de légitimité de leurs souverains qui en descendraient.

Les « domaines francs » en 511 issus de Clovis, roi des Francs.

Toutefois, au Ve siècle leur roi est aussi devenu proconsul des Gaules, c'est-à-dire un fonctionnaire romain d'origine germanique mais très bien assimilé. Les Francs saliens sont alors solidement établis dans l'ancienne province romaine de Belgique seconde et leurs fonctions militaires leur confèrent un pouvoir important en ces temps troublés : le jeune Clovis (germ. Hlodowec, qui donne par la suite les prénoms Ludovic ou Ludwig en Allemagne et Louis en France) devient leur roi à Tournai, probablement en 481. Mais il lui faut plus que le pouvoir d'essence divine que lui confère la mythologie germanique, pour s'imposer face aux évêques, aux patrices ou à la population gallo-romaine en partie christianisée.
Installé à Soissons, où il a renversé un général romain nommé Syagrius, Clovis est sans doute d'abord sensible aux conseils de sa deuxième épouse, une princesse burgonde nommée Clotilde, convertie au christianisme, et à ceux de l'évêque de Reims, Remi.
Si l'on veut bien croire Grégoire de Tours, c'est au cours d'une bataille importante contre les Alamans, la bataille de Tolbiac, qu'il promet de se convertir à la religion chrétienne s'il est victorieux. Il tient parole et reçoit le baptême à Reims entre 496 et 500 avec, selon Grégoire, plus de 3 000 de ses guerriers et deux de ses sœurs, Alboflède et Lantechilde. Par la suite, il soutient l'homogénéisation religieuse du territoire qu'il domine, en réunissant notamment le premier concile d'Orléans en 511.

Le territoire de la Belgique actuelle avec les sièges épiscopaux et les abbayes au VIIe siècle. Les abbayes sont à l'origine de certains villages et même de quelques villes.

Après une suite de victoires sur ses rivaux barbares, notamment sur les Burgondes lors de la bataille d'Autun, Clovis apparaît donc comme l'un des premiers rois germaniques d'Occident à avoir adopté la foi nicéenne, sous la forme du christianisme romain, contrairement aux Wisigoths ou aux Lombards ariens et aux Alamans païens.
Il parvient ainsi à gagner le soutien des élites gallo-romaines et à fonder une dynastie durable (laquelle prend le nom de son ascendant) : les Mérovingiens.
À la suite des conquêtes de Clovis (royaume de Syagrius, Aquitaine) et de ses fils (Bourgogne, Provence), les Mérovingiens règnent sur la grande majorité de l'ancienne Gaule jusqu'au milieu du VIIIe siècle. Dès la seconde moitié du VIe siècle, les habitants de la moitié nord de la Gaule se reconnaissent comme Francs, témoignage de l'accomplissement de la fusion progressive entre Gallo-Romains et Francs qui s'achèvera au VIIe siècle de la naissance, selon l'expression de Ferdinand Lot d'un « patriotisme gallo-franc ».
Leurs souverains les plus connus sont : Brunehilde (ou Brunehaut), reine entre 566 et 613, et Dagobert Ier, roi de 629 à 639. À cette époque, comme sous la dynastie suivante, il n'est pas question de « France », mais bien d'un « royaume des Francs » : les rois germains, en effet, ne règnent pas sur un territoire, mais sur des sujets.

### Les Carolingiens
Dès le début du VIIe siècle, la politique est marquée par des querelles sanglantes entre les Francs neustriens (au nord-ouest) et austrasiens (au nord-est). Les derniers rois mérovingiens parviennent difficilement à s'imposer à leur aristocratie, la puissance foncière de certaines grandes familles leur assurant en effet une influence grandissante sur leurs pairs. La culture latine a progressivement régressé au cours des deux siècles précédents. Une crise économique sans précédent a mis à mal l'ensemble des repères de l'Occident antique : elle est notamment due à la fermeture des routes commerciales avec le monde méditerranéen à cause des conquêtes arabes.

L'empire franc, de 481 à 814.

C'est dans ce contexte que commence l'ascension d'une nouvelle famille : les Pépinides. Dès le deuxième quart du VIIe siècle, un certain Pépin de Landen s'empare de la mairie du palais d'Austrasie. Son petit-fils Pépin de Herstal et surtout son arrière-petit-fils Charles Martel exercent la réalité du pouvoir, respectivement de 690 à 714 et de 717 à 741. Charles Martel va même jusqu'à se passer de roi de 737 à sa mort en 741 et son fils Pépin le Bref ne rappellera un roi mérovingien (Childéric III) en 743 que pour le détrôner publiquement huit ans plus tard, avec l'aval du pape Zacharie. Cette dynastie devient celle des Carolingiens, du nom de Charlemagne, le fils de Pépin le Bref. Soucieux de légitimer leur coup d'État, les Pépinides prétendent descendre de Francus, un Troyen légendaire, se rattachant par là à l'histoire de Rome. Dans le même but, Éginhard, conseiller et biographe de Charlemagne, s'attellera à discréditer la dynastie mérovingienne en créant la légende des rois fainéants.
Le pouvoir des Carolingiens marque l'entrée réelle dans le Moyen Âge : le centre du pouvoir se déplace vers l'est, des cités épiscopales antiques vers les domaines ruraux des comtes carolingiens. Il est remarquable que dans le même temps, les hommes de lettres, conscients de la désagrégation de la culture classique antique, tentent de la faire renaître : c'est la Renaissance carolingienne. Charlemagne, le deuxième et plus prestigieux souverain carolingien est lui-même couronné Empereur des Francs et des Romains en l'an 800 à Rome. Mais il est difficile de voir dans son Empire, une véritable « renaissance de l'Empire romain » (renovatio imperii).

### Du royaume des Francs au royaume de France
En 842, les serments de Strasbourg, prêtés entre deux des petits-fils de Charlemagne, héritiers de l'Empire qui se déchirent, témoignent de l'usage de langues qui sont totalement différentes à l'ouest et à l'est. Ils sont suivis du traité de Verdun en 843, qui consacre de fait la division de l'Empire carolingien en trois royaumes, parfois qualifiés par les historiens de Francie occidentale, Francie orientale et Francie médiane.
À partir de 911, sous Charles III le Simple, le plus occidental des royaumes francs issu du partage de Verdun en 843, que certains historiens qualifient de Francie occidentale, revendiquera seul de façon continue l'héritage du royaume des Francs de Clovis et Charlemagne par la titulature permanente de ses rois se proclamant tous rois des Francs. Ce royaume des Francs, où la notion de Franc a perdu, du fait des mariages mixtes entre Gallo-romains et Francs toute connotation ethnique dès le VIIe siècle, conservera ainsi seul le nom de Francia ou France (officiellement, dès le règne de Louis IV).
Au Xe siècle, l'arrivée au pouvoir d'une dynastie saxonne, les Ottoniens, en Germanie, et celle des Capétiens en Francie occidentale marquent la fin de la dynastie des Carolingiens. Les Capétiens revendiqueront comme les derniers Carolingiens le titre de roi des Francs. Le terme Francs reste en usage pour distinguer les habitants de la France durant le Moyen Âge et c'est par le nom de franj que les chroniqueurs arabes décrivent au XIIIe siècle les croisés, venu en majorité du royaume de France, directement issu du royaume des Francs.

## Le peuple franc

### Physionomie
Éginhard (vers 771-840), Franc lui-même, décrit ses compatriotes comme différents des Vikings, « Il est dit que des hommes du Nord d'une beauté et d'une taille jamais vues parmi le peuple Franc ont été tués dans cette bataille »,.
Les fouilles effectuées dans les cimetières mérovingiens du nord de la France ont montré que les Francs étaient souvent de haute stature,. Les fouilles effectuées dans deux cimetières de l'île de Langeland (Danemark) ont mis au jour des squelettes de l'époque viking dont la taille moyenne était de 1,71 m chez les hommes, alors que les tombes franques de Saint-Dizier par exemple, nous livrent deux hommes de grande taille mesurant respectivement 1,82 et 1,77.

### Les ethnies de la ligue des Francs

Les peuples francs au IIIe siècle.
En orange, l'Empire romain ; en vert les peuples francs.

Les peuples qui constituaient la ligue des Francs sont supposés être :
- les Chamaves[51],[52],[53],[54] ;
- les Chattuaires ou Hattuaires[51],[52],[53],[54] ;
- les Bructères[51],[52],[53],[54] ;
- les Ampsivariens ou Ansivariens[51],[52],[53],[54] ;
- les Saliens[51],[52],[53].

À ce noyau initial de peuples francs se sont rajoutés plus tardivement trois autres peuples :
- les Tubantes[52],[54] ;
- les Tenctères[52],[54] ;
- les Usipètes[52],[54].

L'historien belge Godefroid Kurth mentionne d'autres peuples, mais qui sont des peuples de la Germanie inférieure qui n'ont pu se fondre parmi les Francs qu'à la fin du IIIe siècle, après l'occupation de cette province (devenue la Toxandrie) par les Francs : ce sont les Tongres et les Ubiens.
Kurth et Werner comptent également les Sicambres ou Sugambres parmi les peuples francs. Ce peuple, combattu par César et ses successeurs, n'est plus mentionné après le Ier siècle. Il est probable qu'il se soit fondu dans les peuples germains voisins (Texandres, Saliens et Tongres), réminiscence d'où serait venu l'apostrophe de saint Remi en baptisant Clovis : « Courbe la tête, fier Sicambre, abaisse humblement ton cou. Adore ce que tu as brûlé et brûle ce que tu as adoré »,.
Les Chérusques sont parfois rattachés aux Francs alors que certains les mentionnent comme faisant partie des Saxons.
Les Chauques, établis au nord-est des Frisons, sont plus souvent rattachés aux Saxons qu'aux Francs. Cependant, l'historien Jean-Pierre Poly a proposé de voir en les Saliens une tribu chauque qui a quitté son peuple pour rejoindre les Francs. L'historien allemand, Karl Ferdinand Werner, estime que les Chauques ont constitué l'élément central de la Ligue des Francs, au point que les deux termes sont confondus par les Romains, avec pour conséquence que leur chroniques ne parlent plus des Chauques.
Les Chattes et les Bataves comptent éventuellement parmi les Francs.
Plus tard une partie des Francs, déplacée vers l'ouest, se fondra avec les saliens des rivages du nord de la Gaule ; on parlera des Francs saliens à l'ouest et des Francs rhénans un peu plus à l'est, sur les rives du Rhin et de la Meuse. Le terme de Francs Ripuaires (de ripa = rive) n'apparaît qu'au VIIe siècle et représente les Francs rhénans.
L'historien romain Tacite ne mentionne pas les Francs dans son ouvrage Germania, daté de l'an 98 apr. J.-C. Il se contente d'énumérer les différents peuples qui composeront plus tard la confédération franque, sans mentionner de liens particuliers entre elles. À l'inverse, en 306 apr. J.-C., les pièces de monnaie de Constantin impliquent l'existence d'une association pérenne entre ces peuples. La plupart des peuples cités plus haut auraient donc fusionné dans un temps relativement bref.

### Religion

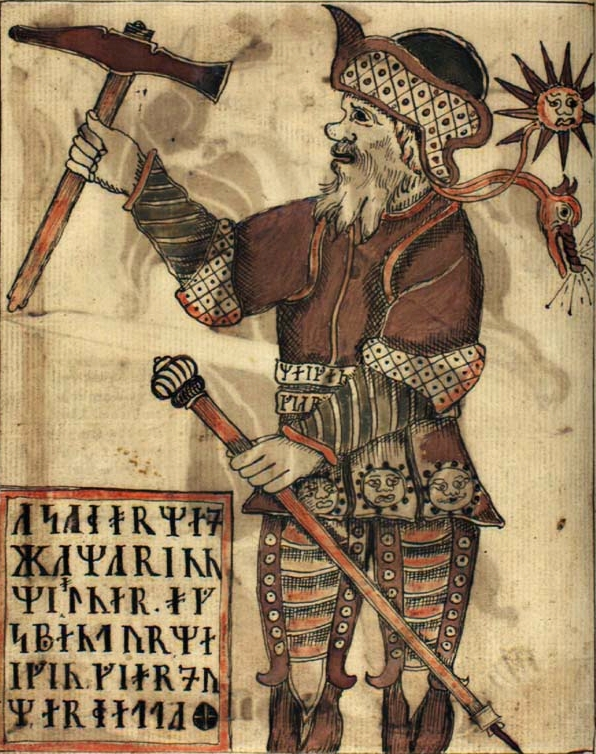
Donar (Thor) sur un manuscrit islandais du XVIIIe siècle. Institut Árni Magnússon, Islande.

Les Francs partageaient le paganisme polythéiste avec les autres peuples germaniques et scandinaves.
Le dieu Wuodan était le père des dieux, il présidait à la guerre, à la poésie et à l'éloquence. Il eut pour épouse Frikka, déesse de la fécondité et de la victoire, avec qui il eut un fils, Donar, dieu du tonnerre, du vent, des saisons, de la fertilité. Les Germains vus comme héros étaient également déifiés. Ainsi, le chef des Chérusques, Hermann ou Irmin (latinisé en Arminius), vainqueur de la bataille de Teutobourg, contre les légions romaines. Il fut plus tard érigé en héros et célébré par des chansons populaires. Les Saxons lui dédièrent un temple à Ehresbourg (Stadberg) en Westphalie, faisant face à un arbre nommé Irminsul. Les Germains lui vouèrent un culte en se réunissant autour d'Irminsul, jusqu'à ce que Charlemagne fasse abattre l'arbre en 772 pour abolir le culte païen.
Ils vénéraient également la nature comme les sources, les arbres et les rochers, mais aussi les astres, notamment la Lune et le Soleil. Leurs rites se déroulaient autour d'un arbre sacré, au sommet d'un rocher, ou au fond d'une caverne. Ils croyaient à la résurrection des corps et, les Germains occidentaux, enterraient les morts avec leurs objets précieux et leurs armes, afin de continuer à guerroyer outre-tombe et à festoyer après que Wotan les ait envoyés dans le Walhalla (Valhöll).
Ainsi, Childéric Ier se fit inhumer avec des vêtements brodés d'or et était revêtu d'un manteau en brocart de soie pourpre revêtu d'abeilles d'or cousues avec grenats, le paludamentum des généraux romains. Il s'agissait peut-être d'abeilles naissant dans une peau de taureau et fournissant à l'humanité le miel de l'abondance. Ses chevaux de guerre ayant été sacrifiés pour être enterrés avec lui, devaient lui venir en aide pour combattre au Walhalla, à l'image de Wotan chevauchant Sleipnir. Une imitation de tête de taureau, symbole de force et du renouvellement de la vie, était accrochée sur la tête de l'un d'entre eux.
Le titre de chef était décerné à celui dont la famille descendait d'un dieu. Les familles royales cherchaient donc à se rattacher aux dieux en revendiquant une ascendance semi-mythique et en l'inscrivant dans la mémoire collective : ainsi, selon Frédégaire, la mère de Mérovée aurait été violée par un monstre marin en forme de serpent appelé Neptune Quinotaure (cinq fois taureau), ou d'un monstre anguipède (au pied de serpent). Ce sont des mythes de fondation classiques chez les peuples de l'Antiquité occidentale.

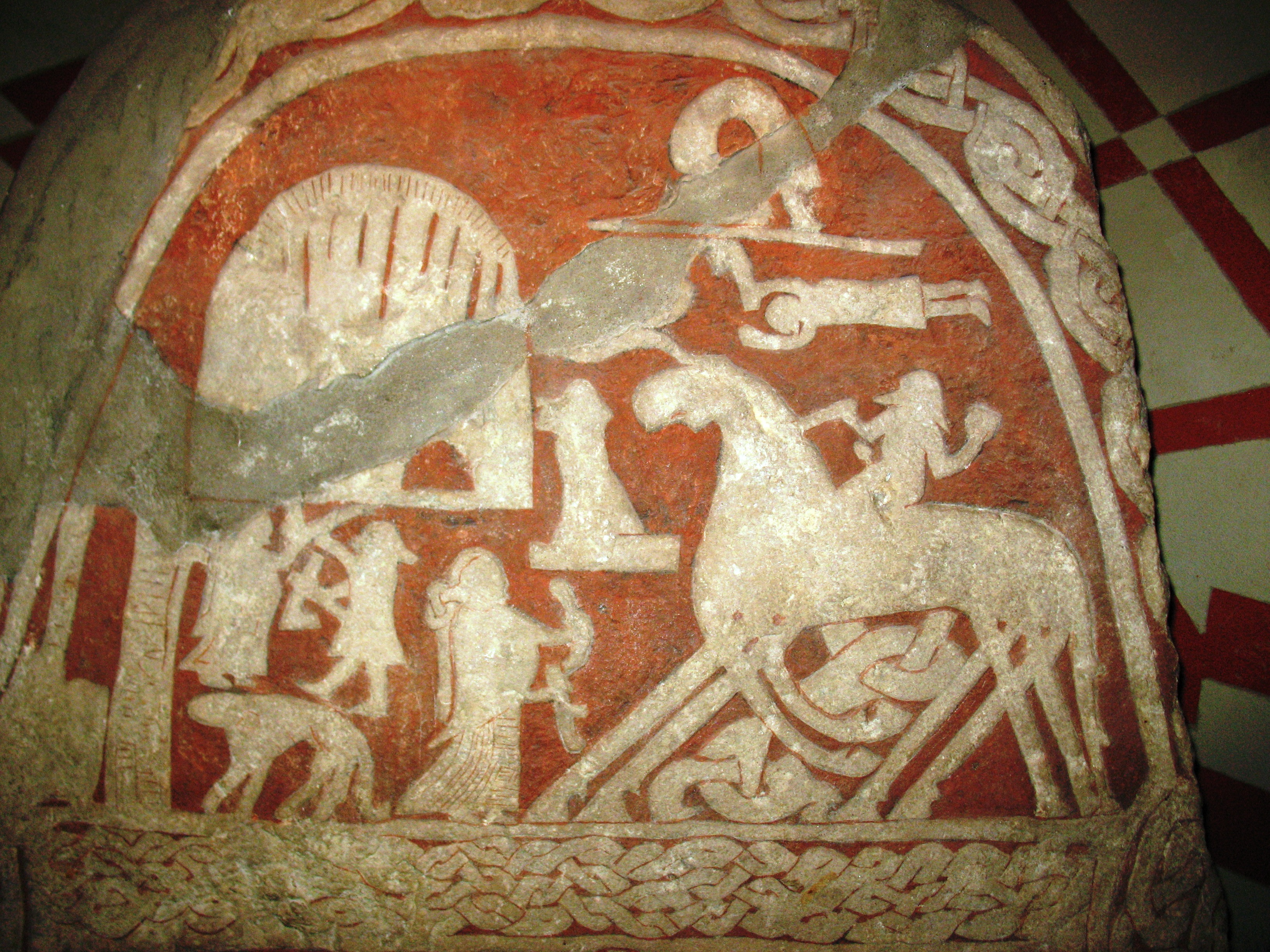
Odin chevauchant Sleipnir jusqu'au Valhalla, pierre historiée de Gotland du VIIIe siècle.

Au combat, le roi-prêtre s'exposait à la vue des adversaires, action vue comme preuve d'une grande hardiesse. Seul cavalier de la troupe, il chevauche une monture blanche afin de se rendre mieux visible de ses ennemis. Souverain sur le plan temporel et spirituel, il est sacré par la diffusion du charisme (heil) du chef de guerre (heerkönig, littéralement « roi d'armée ») : véritable incarnation de Wotan chevauchant Sleipnir, il est possédé par le heil qui lui procure vie, santé, victoire (devenant ainsi heilag), puissance sacrée déclenchant la violence destructrice. Il devient ainsi le descendant des dieux possédés par les puissances de l'au-delà. S'il est tué au combat, c'est que les dieux l'ont abandonné ou choisi pour le Walhalla. La mort du roi signifiait la retraite pour les adorateurs de ce chef de guerre possédé, dont la fureur guerrière était divine. Wotan étant fourbe, inconstant et rusé, il inspirait un tel comportement à ceux qu'il possédait. Le pouvoir des guerriers pouvait être renforcé par Thor, et par Freya dont les prêtresses sacrifiaient des hommes pour équilibrer les morts et obtenir la victoire, ou pour obtenir des enfants[réf. à confirmer].
Le paganisme déclina à partir de l'adoption du catholicisme après le baptême de Clovis Ier vers 500. Le choix catholique permit aux Francs d'avoir l'appui du clergé gallo-romain qui luttait contre l'arianisme, une hérésie condamnée aux conciles de Nicée (325) et Constantinople (381) mais à laquelle les autres peuples germaniques avaient été gagnés. Pour les Germains, l'arianisme se rapprochait plus de leur ancienne religion, car le roi-prêtre païen conservait toute sa sacralité et restait détenteur de pouvoirs temporels et spirituels, concentrant ainsi entre ses mains pouvoirs spirituel et politique. Vers le milieu du VIe siècle, Procope de Césarée dira à propos des Francs : « Ces Barbares ont une manière d'être chrétiens qui leur est propre ; ils observent encore plusieurs usages de l'ancienne idolâtrie, et offrent, pour connaître l'avenir, des sacrifices impies et des victimes humaines »,.

### Organisation militaire

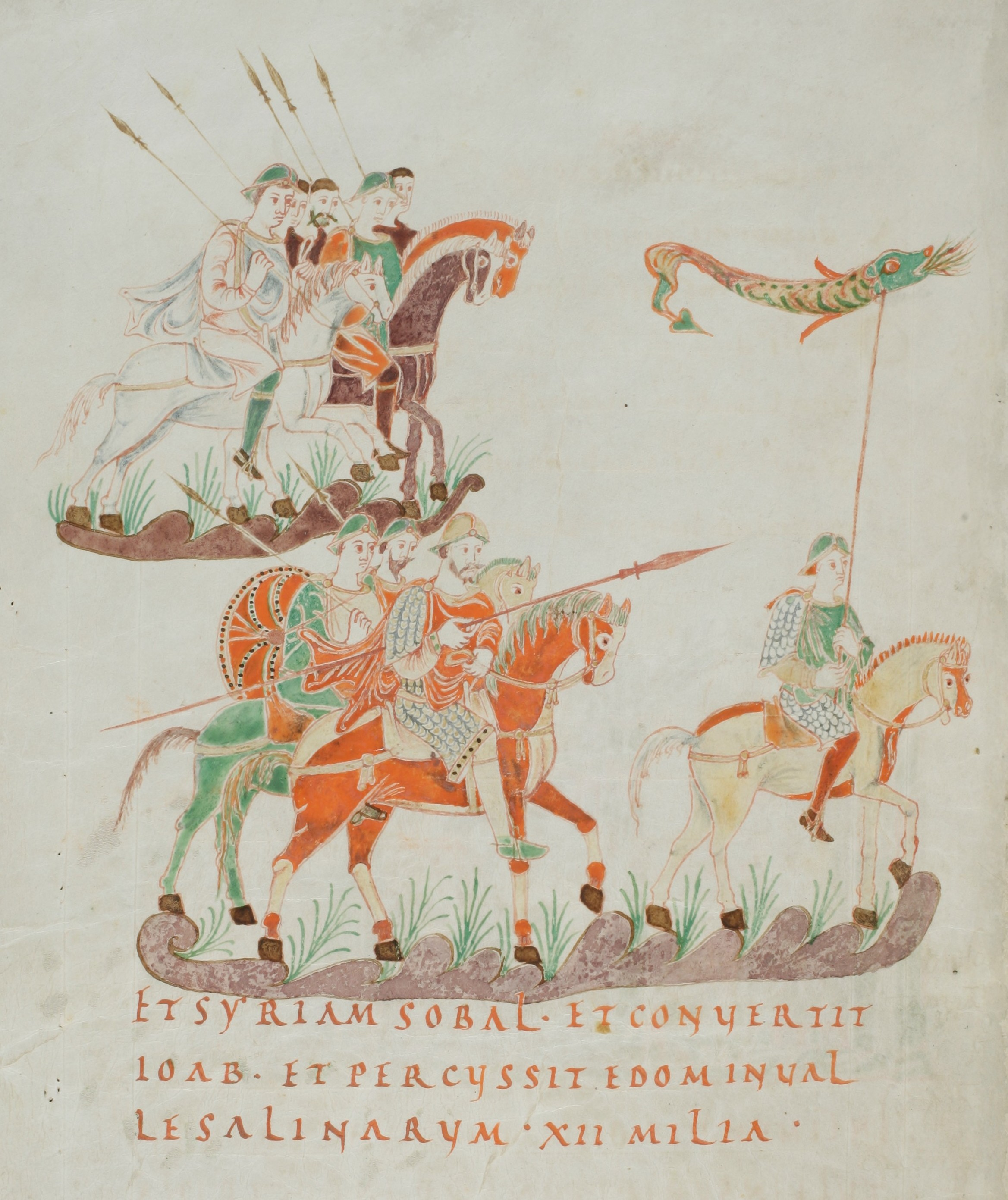
Enluminure représentant des personnages bibliques comme des cavaliers francs de l'ère carolingienne.
Psalterium Aureum, bibliothèque cantonale de Saint-Gall, IXe siècle.

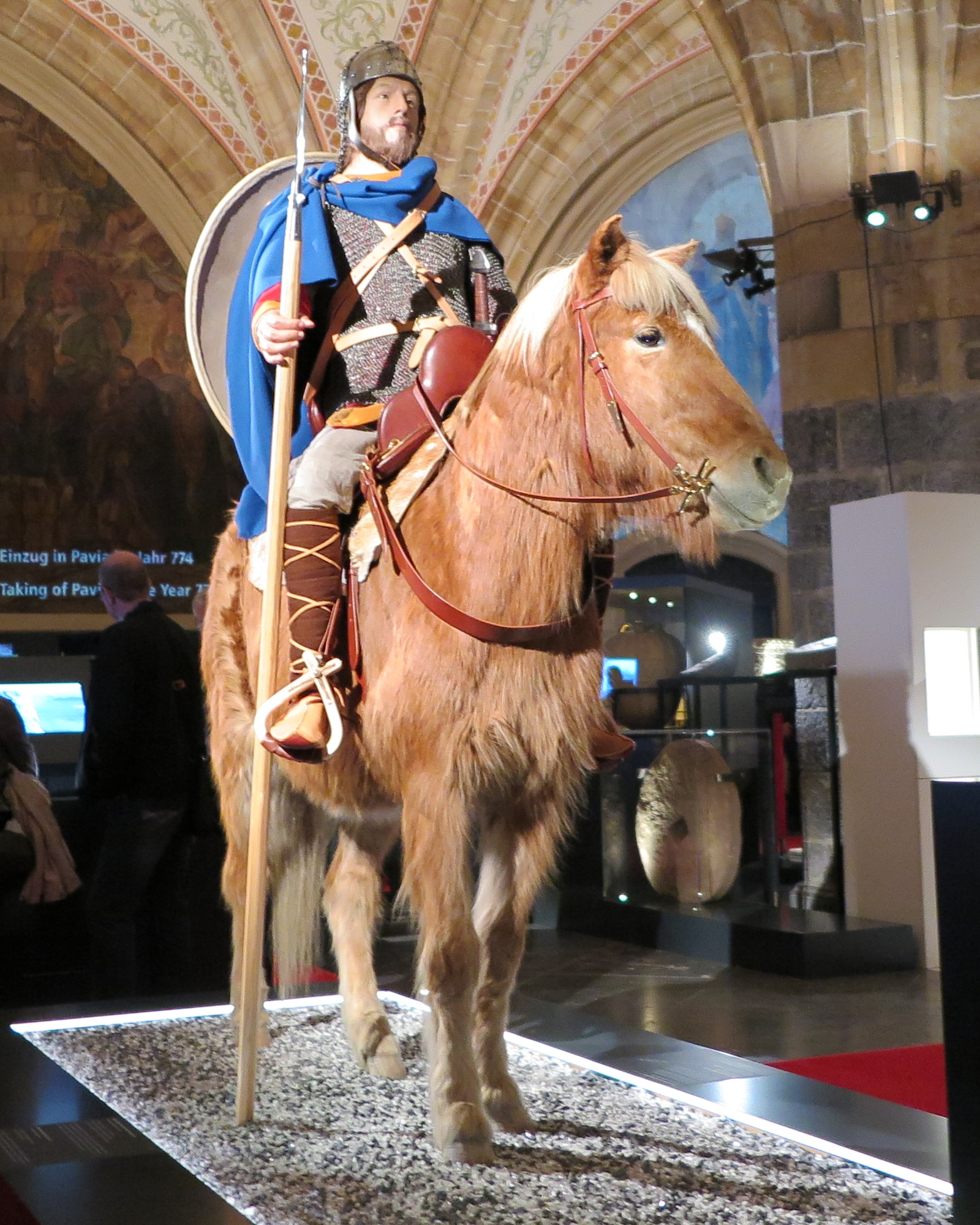
Reconstitution d'un guerrier carolingien armé d'un spangenhelm, d'une cotte de mailles, d'une lance et d'un bouclier, montant un cheval de guerre. Mannequin exposé à la mairie d'Aix-la-Chapelle en juin 2014, lors de la commémoration du anniversaire de la mort de Charlemagne.

Les Francs eux-mêmes utilisaient des scramasaxes (épée de taille moyenne), des angons ou framées (lances à crochet permettant d'immobiliser l'adversaire en se fichant dans son bouclier), et des francisques (haches de jet à simple tranchant). Ces armes qui étaient technologiquement développées pour l'époque, alliées à un savoir-faire au combat développé par les Francs, sans cesse menacés à l'époque par leurs voisins germains, celtes et romains, ont permis à ce peuple de s'imposer assez rapidement mais au prix de durs combats…
Au combat, ils n'employaient initialement ni casque, ni cuirasse, c'est-à-dire tête nue et poitrine découverte. Comme ils préféraient l'infanterie à la cavalerie, les guerriers francs portaient leur scramasaxe sur la cuisse et tenaient leur bouclier de cuir sur la main gauche. Ils ne possédaient pas de cavalerie lourde. « Ils se servent rarement de longues lances ; ils portent des javelots (hastæ) dits framées, dont le fer est étroit et court. C'est un trait acéré, fait pour être lancé ou pour le combat rapproché. Le cavalier n'a qu'un bouclier ou une framée, les fantassins nus ou vêtus d'un léger sayon, lancent des javelots ; chacun d'entre eux en lance successivement plusieurs… Leurs chevaux ne sont ni fins ni agiles, ni éduqués à l'exercice », explique Tacite.
Ils lançaient les francisques de manière à briser les boucliers en bois recouverts de cuir. Le système de défense consistait à se grouper en cunei (coin triangulaire) et à faire tournoyer en l'air leurs longues épées. Ils attendaient alors l'ennemi et abattaient, par la force du tournoiement, les épées sur l'adversaire. Le scramasaxe permettait d'affronter les ennemis au corps à corps. Le bloc triangulaire ne bougeant pas, ils pouvaient se faire massacrer en cas de sous-effectifs ou d'attaque par surprise. Les victoires de Clovis sont en partie dues au fait qu'il alignait sur le champ de bataille non seulement ses Saliens, mais aussi des cohortes de Gallo-romains, et qu'il s'attachait à garder vivantes la rigueur et la stratégie de l'armée romaine, dans laquelle nombre de Saliens avaient servi en tant que Lètes.
La cavalerie lourde se développa chez les Carolingiens. Les soldats de Charlemagne étaient armés d'épées mais aussi d'arcs et de flèches. Ils se protégeaient avec un équipement sophistiqué pour l'époque : le plus fréquent était la cotte de mailles qui protégeait efficacement des lances et des épées mais pas des flèches dont le choc était cependant absorbé, le pourpoint sous la cotte pouvant alors amortir la pointe de la flèche ; la cuirasse d'écailles était très adaptée contre les flèches en les faisant ricocher.

## La langue

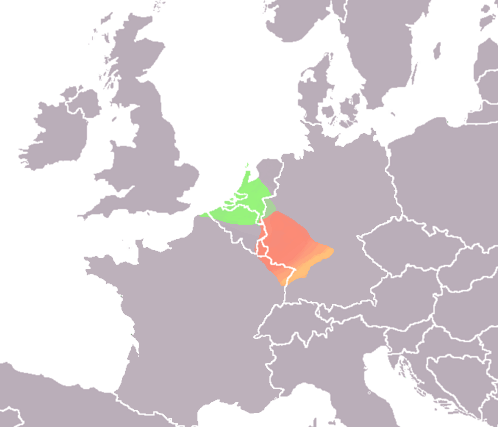
Légende :
Bas-francique occidental (Flandres, Pays-Bas)
Bas-francique oriental (Limbourg, Niederrhein allemand)
Haut-francique
Francique méridional

La langue ou peut-être les dialectes originellement parlés par les Francs se rattachent aux langues du groupe germanique occidental (ou westique). Les peuples germaniques au nord du Rhin et des Alpes, qui acquirent une culture écrite en dehors de l'empire gardèrent leur propre langue, les peuples qui s'établirent dans l'empire abandonnèrent leur langue pour le latin vulgaire. Cependant, les Francs installés en Gaule du nord donnèrent une coloration spécifique au latin vulgaire parlé en ces contrées, qui aboutit plus tard aux langues d'oïl, et notamment aux dialectes septentrionaux (picard, wallon, normand, champenois et bas-lorrain).
Historiquement, les Francs du début du Ier millénaire parlaient des dialectes du groupe linguistique dit bas francique, groupe dans lequel on classe le néerlandais, entre autres. On ne connaît pas de forme écrite du vieux bas-francique, c'est essentiellement une langue reconstituée par les spécialistes. Il existe bien l'inscription runique de Bergakker, mais sa provenance exacte reste à éclairer. Le vieux bas-francique est souvent appelé improprement « francique », alors que les langues franciques proprement dites, comprennent aussi des dialectes du moyen allemand et du haut allemand dans la taxinomie actuelle des langues.

## Les sites archéologiques

### Exemples de nécropoles fouillées auXIXesiècle
Envermeu : On a retrouvé de nombreux vestiges datant du Haut Moyen Âge dans le champ de la Tombe (à 500 m au nord-est de l’église) : 800 sépultures ont été mises au jour et l'on a dénombré 460 squelettes de guerriers avec leurs armes (scramasaxes, angons, spatha, francisques, framée) et de femmes ornées de leurs bijoux et parures. De plus, on dénombre plusieurs tombes de chevaux, selon la coutume typiquement germanique de les enterrer auprès de leur propriétaire, déjà décrite par Tacite dans Germania. Ces tombeaux attestent d’une présence de l'armée franque du nouveau pouvoir.
Avesnes-en-Bray : En 1866, au lieu-dit Camp Vaquier, l'abbé Cochet a réalisé des fouilles archéologiques à la suite de la découverte accidentelle d'un sarcophage en pierre et a mis au jour une nécropole entière du haut Moyen Âge d'au moins 12 fosses placées sur 3 rangs et orientées est-ouest. Elles ont fourni un mobilier important : 5 vases, 1 scramasaxe, 1 couteau, 5 agrafes de ceinturon avec plaques dont plusieurs étaient damasquinées, une belle plaque damasquinée, une chainette en fer, 4 perles en pâte de verre, 2 fibules dont une en bronze ansée, une bague en bronze, une paire de boucles d'oreille (franques) et un petit bronze romain du Haut Empire. Ces objets se trouvent maintenant au Musée départemental des antiquités de Rouen.
Douvrend : Au hameau de Beauvert, dans le Champ de l'Arbre ont été exhumés 150 à 200 cadavres placés dans des fosses de craie et accompagnés d'un mobilier funéraire du Haut Moyen Âge. Les objets recueillis furent déposés à la bibliothèque de Dieppe ou au Musée départemental des antiquités (Rouen). En 1865, l'abbé Cochet, assisté de P. H. Cahingt, entreprit une fouille sur une portion de cette ancienne nécropole qu'il data du VIe et du VIIe siècles. Il découvrit 140 sépultures disposées en 25 rangées nord-sud et orientées est-ouest comme à Londinières, ce que les archéologues allemands nomment Reihengräberfriedhof. Aucun plan précis de ce cimetière ne nous est parvenu. Parmi le mobilier, on distingue :
- Une paire de grandes fibules ansées en argent doré, une épingle en argent doré, une paire de fibules ansées en bronze doré, une applique en bronze estampé, des boucles d'oreille en argent, un argenteus (monnaie en argent) de Justinien du VIe siècle et un antoninien de Claude II le Gothique, percé, il devait servir d'ornement, une aiguille en argent, une bague en or
- Vingt-quatre vases de terre, dont certains étaient remplis de coquillages.
- Un vase de verre à ocelles de couleur verdâtre, un bol verdâtre bullé de forme évasée, un collier de perles de verres, une boule de cristal
- Un fauchard (32 cm), une petite hache (11 cm) dissymétrique à tranchant incliné vers le bas, une hache en fer (11,2 cm), un Langsax (un « scramasaxe long », de 45,5 cm), une pointe de lance à flamme triangulaire, 11 autres fers de lance, quatre saxes courts (poignard), un bouclier rond (de type germanique) avec son umbo et son manipule, un « sabre », cinq francisques et vingt-et-une autres scramasaxes[79], etc.

On a repéré les restes d'un cheval dans une fosse, selon la coutume déjà évoquée par Tacite au Ier siècle dans La Germanie, mais cette pratique se développe surtout aux VIe et VIIe siècles. Cependant, rares sont les découvertes de ce type en Gaule mérovingienne, mais on peut citer l'exemple de la nécropole d'Envermeu où plusieurs squelettes de chevaux ont été identifiés avec leurs mors à côté ou des tombes mérovingiennes de Saint-Dizier. En revanche, cette pratique d'enterrer des chevaux entiers ou des quartiers du même animal est répandue en Europe du Nord.
Londinières : P. H. Cahingt, accompagné de l'abbé Cochet, a découvert environ 400 fosses taillées dans la craie, qui renfermaient parfois plusieurs corps. Les sépultures étaient orientées ouest-est et disposées en rangées nord-sud. Comparativement aux nécropoles mérovingiennes analogues de Douvrend ou d'Envermeu, le mobilier exhumé est relativement peu luxueux (aucune pièce d'or ou dorée). Dans ce mobilier se trouvent : des plaques boucles en bronze datées du VIIe siècle, des fibules, une abondante céramique (150 pots, des vases, des assiettes) et un peu de verrerie. Le grand nombre d'armes découvertes sur le site et leur type montrent qu'il s'agissait de guerriers francs (avec femmes et enfants) : on dénombre pas moins de 130 scramasaxes, une vingtaine de breitsaxes, 3 spatha (épées), une quinzaine de haches dont une francisque, des fers de flèches, 75 lances, un umbo de bouclier en fer, une etc.

### Exemple d'une sépulture fouillée auXXIesiècle
Une fouille préventive menée par l'INRAP sur le site de la Tuilerie à Saint-Dizier a mis au jour un petit groupe de sépultures, celles de deux hommes, une femme et un cheval datant du VIe siècle.
La femme est décédée jeune et portait de nombreux bijoux, dont quatre fibules, deux petites au cou et deux ansées plus bas sur le corps, selon une mode qui se répand de la Grande-Bretagne à la Hongrie à cette époque, principalement chez les femmes d'un rang social élevé. Les deux hommes étaient de haute stature et inhumés dans des tombes luxueuses, comparativement à celle de la jeune femme. Ils portaient également des bijoux et, comme de coutume, le scramasaxe, l'épée et une ceinture à boucle en matière précieuse. Boucliers et haches, ainsi qu'angons et lances se trouvaient à l'extérieur des cercueils, dans la chambre funéraire.
Les caractéristiques de ces sépultures les rattachent au faciès archéologique des tombes de « chefs francs » du début du VIe siècle. On les retrouve avec une remarquable homogénéité entre Seine et Rhin, jusqu'au Danube, et elles se distinguent par la présence d'armes de prestige, de bijoux et d'objets datant de la même époque et d'aspect analogue.
Les tombes de ce type les plus précoces, se trouvent au centre du royaume Franc, alors que celles un peu plus tardives, comme Saint-Dizier, se situent à la périphérie.

#### Sources primaires
- Grégoire de Tours, Histoire des Francs [détail des éditions]
- Frédégaire et continuateurs, Chroniques
- Anonyme, Livre de l'histoire des Francs
- Eginhard, Annales Royales
- Prudence de Troyes & Hincmar de Reims, Annales de Saint-Bertin
- Éginhard & Rudolf de Fulda, Annales de Fulda
- Gerward, Annales de Xanten
- Anonyme, Annales de Saint-Vaast
- Réginon de Prüm, Chronique

#### Sources secondaires
- Hermann Kinder et Werner Hilgemann (trad. Pierre Mougenot), Atlas Historique, Éditions Stock, 1964 (réimpr. 1983), p. 112
- Godefroid Kurth, Clovis, Tours, Alfred Mame et fils, 1896, XXIV-630 p. (présentation en ligne, lire en ligne)Réédition : Godefroid Kurth, Clovis, le fondateur, Paris, Tallandier, coll. « Biographie », 2005, préface puis 625 p. (ISBN 2-84734-215-X)
- Karl Ferdinand Werner, Les Origines : Avant l'an mil, Paris, Le Livre de poche, coll. « Histoire de France », 1984 (réimpr. 1996) [détail des éditions] (ISBN 978-2-253-06203-5).
- Laurence Charlotte Feffer et Patrick Périn, Les Francs, vol. 1 et 2, Paris, Armand Colin, coll. « Civilisations », 1987, 229 p. (ISBN 2-200-37080-6 et 2-200-37072-5, BNF 37700985, présentation en ligne), [présentation en ligne].
- Pierre Riché et Patrick Périn, Dictionnaire des Francs - Les temps Mérovingiens, Paris, Bartillat, 1996 (ISBN 2-8410-0008-7)
- Christian Settipani, « Clovis, un roi sans ancêtre ? », Gé-Magazine, no 153,‎ octobre 1996.
- Michel Rouche, Clovis, Paris, Éditions Fayard, 1996 (ISBN 2-2135-9632-8)
- Patrick J. Geary (trad. Jeannie Carlier et Isabelle Detienne), Naissance de la France : le monde mérovingien [« Before France and Germany : The Creation and Transformation of the Merovingian World »], Paris, Flammarion, coll. « Histoires Flammarion », 1989, 293 p. (ISBN 2-08-081274-2, présentation en ligne)Réédition : Patrick J. Geary (trad. de l'anglais par Jeannie Carlier et Isabelle Detienne), Naissance de la France : le monde mérovingien [« Before France and Germany : The Creation and Transformation of the Merovingian World »], Paris, Flammarion, coll. « Champs. Histoire », 2011, 292 p. (ISBN 978-2-08-124547-1).
- (en) Patrick Wormald (dir.), Ideal and Reality in Frankish and Anglo-Saxon Society : Studies presented to J. M. Wallace-Hadrill, Oxford, Basil Blackwell, 1983, XIV-345 p. (présentation en ligne), [présentation en ligne], [présentation en ligne].